# Rio Azuer
O Rio Azuer é um rio espanhol da provincia de Castela-Mancha afluente da margem esquerda do Rio Guadiana. Este rio nasce perto do municipio de Villahermosa e percorre 120 km passando pelos municipios de Membrilla, Manzanares e Daimiel passando tambem perto do municipio de La Solana.

## Afluentes
- Rio Cañamares
- Rio Tortillo

## Barragems no Rio Azuer
- Barragem do Puerto de Vallehermoso